# Neoblechnum brasiliense
Neoblechnum brasiliense mais conhecida por seu nome popular, samambaiaçu-do-brejo é uma samambaia da América do Sul e América Central, que ocorre em m fisionomias campestres e mata-galeria, em terrenos sazonal ou permanentemente úmidos.

## Morfologia Vegetal
Planta terrestre com caule ereto, robusto, formando cáudice, com escamas lineares, nigrescentes ou castanhas, brilhantes. Frondes pecioladas, podendo ultrapassar 1 m de comprimento e 30 cm de largura, com as escamas da base do pecíolo semelhantes às do caule, monomorfas, pinadas ou pinatissectas.

## Distribuição
A samambaia é nativa das florestas subtropicais quentes e úmidas da América do Sul.
Os habitats incluem:
- a Mata Atlântica, no sudeste do Brasil, Uruguai, e o interior da Argentina e Paraguai.
- a região da Amazônia, no Brasil, Peru, Bolívia, Colômbia, Equador, Venezuela, e Guiana.
- Guatemala.